# Ryan Mullen
Ryan Mullen (ur. 7 sierpnia 1994 w Birkenhead) – irlandzki kolarz szosowy.

## Osiągnięcia
Opracowano na podstawie:

2010
- 3. miejsce w mistrzostwach Wielkiej Brytanii juniorów (jazda indywidualna na czas)

2011
- 1. miejsce w mistrzostwach Irlandii juniorów (start wspólny)
- 1. miejsce w mistrzostwach Irlandii juniorów (jazda indywidualna na czas)

2012
- 2. miejsce w mistrzostwach Europy juniorów (jazda indywidualna na czas)
- 1. miejsce w mistrzostwach Irlandii juniorów (jazda indywidualna na czas)
- 1. miejsce w Chrono des Nations juniorów

2013
- 1. miejsce w mistrzostwach Irlandii U23 (jazda indywidualna na czas)
- 1. miejsce w Chrono des Nations U23

2014
- 1. miejsce w mistrzostwach Irlandii U23 (jazda indywidualna na czas)
- 1. miejsce w mistrzostwach Irlandii (start wspólny)
- 2. miejsce w mistrzostwach świata U23 (jazda indywidualna na czas)

2015
- 3. miejsce w An Post Rás
  - 1. miejsce w klasyfikacji młodzieżowej
- 1. miejsce w mistrzostwach Irlandii (jazda indywidualna na czas)

2016
- 3. miejsce w mistrzostwach Irlandii (jazda indywidualna na czas)
- 1. miejsce na 1. etapie Czech Cycling Tour (jazda drużynowa na czas)

2017
- 1. miejsce w mistrzostwach Irlandii (jazda indywidualna na czas)
- 1. miejsce w mistrzostwach Irlandii (start wspólny)
- 3. miejsce w mistrzostwach Europy (jazda indywidualna na czas)

2018
- 1. miejsce na 3. etapie Vuelta a San Juan
- 1. miejsce w mistrzostwach Irlandii (jazda indywidualna na czas)

2019
- 1. miejsce w mistrzostwach Irlandii (jazda indywidualna na czas)
- 3. miejsce w mistrzostwach Irlandii (start wspólny)

2021
- 1. miejsce w mistrzostwach Irlandii (jazda indywidualna na czas)
- 1. miejsce w mistrzostwach Irlandii (start wspólny)

## Rankingi
| Rok              | 2013  | 2014 | 2015 | 2016 | 2017 | 2018 | 2019 | 2020  | 2021 | 2022 | 2023  | 2024  |
| ---------------- | ----- | ---- | ---- | ---- | ---- | ---- | ---- | ----- | ---- | ---- | ----- | ----- |
| UCI World Tour   |       |      |      | -    | 384. | 366. |      |       |      |      |       |       |
| World Ranking    |       |      |      | 345. | 354. | 603. | 571. | 1271. | 415. | 984. | 1107. | 1601. |
| UCI Europe Tour  | 1068. | 201. | 479. | 472. | 185. | 563. | 430. | 974.  | 342. | 717. | -     | -     |
| UCI Asia Tour    | -     | -    | -    | 62.  | -    | 579. |      |       |      |      |       |       |
| UCI America Tour | -     | -    | -    | -    | -    | 247. |      |       |      |      |       |       |
|                  |       |      |      |      |      |      |      |       |      |      |       |       |
| Źródło: UCI      |       |      |      |      |      |      |      |       |      |      |       |       |